# Нотес
Нотес (фр. note биљежница), биљежница, џепна књижица, подсјетник. Књижица за ситне прибиљешке.

## Поријекло ријечи
Реч нотес потиче од лат. notatio у значењу биљешка.

## Изглед и израда
Малог су формата и направљени од папира. Могу бити укоричени у папиру, картону, платну, кожи, пластици или лимовима од метала. На корицама могу бити утиснуте разне ознаке: грб државе, знак фирме, политичке странке, спортске организације... На унутрашњој страни корица може бити предвиђено мјесто за прибор за писање. Странице нотеса могу имати календар, те се он може погрешно поистоветити са роковником.